# Amelidae
Amelidae (лат.) — семейство богомолов. Встречаются в Африке, Азии, Европе и Северной Америке.

## Описание
Amelidae могут быть отличимы от всех других богомолов по следующей комбинации признаков: мелкие размеры, коричневатая окраска; вершина головы без отростка; глаза округлые или конические; юкстаокулярные выпуклости нечёткие; супракоксальное расширение хорошо выражено; метазона максимум в 2 раза больше длина прозоны; вершинные доли переднеспинки с шипом; передние конечности с 4 дисковидными и 4 задневентральными шипами; ноги без лопастей и без шипов, задние ноги удлинённые
Самцы брахиптерные и макроптерные, самки микроптерные. Супраанальная пластинка треугольная; церки короче половины длины брюшка, цилиндрические. Фалломеры хорошо склеротизированы; правый фалломер вентрально с двумя волосистыми полями, вентральный гребень очень удлинённый; отростки левого комплекса разделены; вентральный фалломер без базальной лопасти на правой стороне; pda переместился на левую сторону вентрального фалломера; присутствуют как боковой вторичный дистальный выступ sdpl (lateral secondary distal process), так и срединный sdpm (median secondary distal process); фаллоидный апофиз обычно раздвоенный, передняя доля бугорчатая, задняя доля срослась с мембранозной долей на большей части своей длины, только вершина свободна в виде маленький зубец; перепончатая доля более или менее волосистая; дорсальная пластинка левого фалломера без округлой лопасти, покрыта волосками.

## Классификация
Семейство включает роды, ранее включаемые в Mantidae в качестве подсемейства Amelinae. Часть родов бывшего подсемейства Amelinae перенесена в семейство Gonypetidae. В новой классификации (2019) таксон Amelidae включён в надсемейство Eremiaphiloidea (из клады Cernomantodea) и инфраотряд Schizomantodea.
- Триба Amelini 
  - Ameles Burmeister, 1838  
    - syn. Apterameles  Beier, 1950 
    - syn. Parameles  Saussure, 1869 

  - Apteromantis Werner, 1931 
  - Pseudoyersinia Kirby, 1904

- Триба Litaneutriini
  - Litaneutria Saussure, 1892 [6]
  - Yersinia Saussure, 1869 
    - Yersinia mexicana Saussure, 1859 

  - Yersiniops Hebard, 1931

### Палеонтология
- †Litaneutria pilosuspedes Terriquez et al. 2022[7]